# Prințesa Wilhelmina Caroline a Danemarcei și Norvegiei
Wilhelmina Caroline a Danemarcei (daneză Vilhelmine Caroline, germană Wilhelmine Karoline) (10 iulie 1747 – 14 ianuarie 1820) a fost Electoare de Hesse-Kassel.

## Biografie
A fost una din fiicele regelui Frederic al V-lea al Danemarcei (1723–1766) și a primei lui soții, Louise (1724–1751), fiica regelui George al II-lea al Marii Britanii.
La Palatul Christiansborg la 1 septembrie 1764 ea s-a căsătorit cu Prințul Wilhelm de Hesse, conte de Hanau, unul dintre cei mai bogați conducători ai vremii. Wilhelmina și Wilhelm au crescut împreună, s-au jucat împreună când erau copii, Wilhelm fiind evacuat de la curtea daneză în timpul Războiului de Șapte Ani (1755–63), și au decis de timpuri că se vor căsători când vor deveni adulți. Cuplul s-a stabilit la Hanau.
Wilhelm a succedat în 1785 ca Landgraful Wilhelm al IX-lea de Hesse și în 1803 a fost ridicat la rang de Elector de Hesse-Kassel sub numele Wilhelm I. Mariajul a fost unul nefericit: soțul ei a fost infidel și a avut multe amante, printre care cea mai notabilă a fost  Karoline von Schlotheim, pe care el a numit-o contesă de Hessenstien.

Caroline a fost descrisă ca fiind frumoasă, distantă și simpatică; în 1804 ea încă vorbea daneza fără accent și avea un atașament puternic pentru țara natală.
În 1806, Hesse a fost ocupată de Franța. Soțul și fiulei au fugit la cumnatul ei, Carol de Hesse, în Schleswig, însă ea a rămas până s-a instalat un guvernator francez, după care ea s-a mutat la fiica ei Amalie la Gotha. Și-a petrecut întreaga durată a Regatului Westphalia (1806–13) în exil, la Schleswig, la Praga și în alte locuri. În 1813, soții s-au întors la Kassel.

## Copii
- Maria Frederica (1768–1839), căsătorită cu Alexius Frederic Christian, Duce de Anhalt-Bernburg
- Caroline Amalie (1771–1848), căsătorită cu Augustus, Duce de Saxa-Gotha-Altenburg
- Frederick (1772–1784)
- Wilhelm al II-lea (1777–1847)